# Moschus-Rose
Moschus-Rosen oder Rosa-Moschata-Hybriden sind moderne Strauchrosen, die „paradoxerweise“ aus der Wildrose Büschel-Rose (Rosa multiflora) gezüchtet wurden. Sie sind öfterblühend, pflegeleicht und eignen sich für eine Heckenpflanzung – daher sind sie sehr beliebt in Gärten und öffentlichen Anlagen.
Die aus Asien stammende Rosa moschata gilt in Fachkreisen als verschollen. Als Muttersorte der Moschata-Hybriden wurde Anfang des 20. Jahrhunderts die Sorte 'Aglaia' (Schmitt) von Peter Lambert und in weiterer Folge von Reverend Pemberton zur Züchtung von öfterblühenden Strauchrosen verwendet, wobei letzterer annahm, es handle sich bei 'Aglaia' um eine Moschata-Hybride. Die Moschus-Rosen werden auch Lambertiana-Rosen oder Pemberton-Rosen genannt.
Die meisten Moschus-Rosen blühen dauerhaft den ganzen Sommer hindurch und strömen einen intensiven Duft aus. Ungefüllte Sorten haben den Wildrosencharakter behalten und eignen sich für eine naturnahe Gartengestaltung.

## Sorten (Auswahl)
- 'Ballerina', Bentall 1937
- 'Buismans Triumph' Buismann, 1953
- 'Dupontii', Dupont, ca. 1817
- 'Felicia', Pemberton 1928
- 'Heinrich Conrad Söth',1919
- 'Heideröslein', 1932
- 'Menja', Petersen 1960
- 'Pax', Pemberton 1918
- 'Penelope', Pemberton 1924
- 'Prosperity', Pemberton 1917
- 'Trier', Lambert 1904
- 'Vanity', Pemberton 1920
- 'Wilhelm', Kordes 1934
- 'Will Scarlet', Hilling 1948

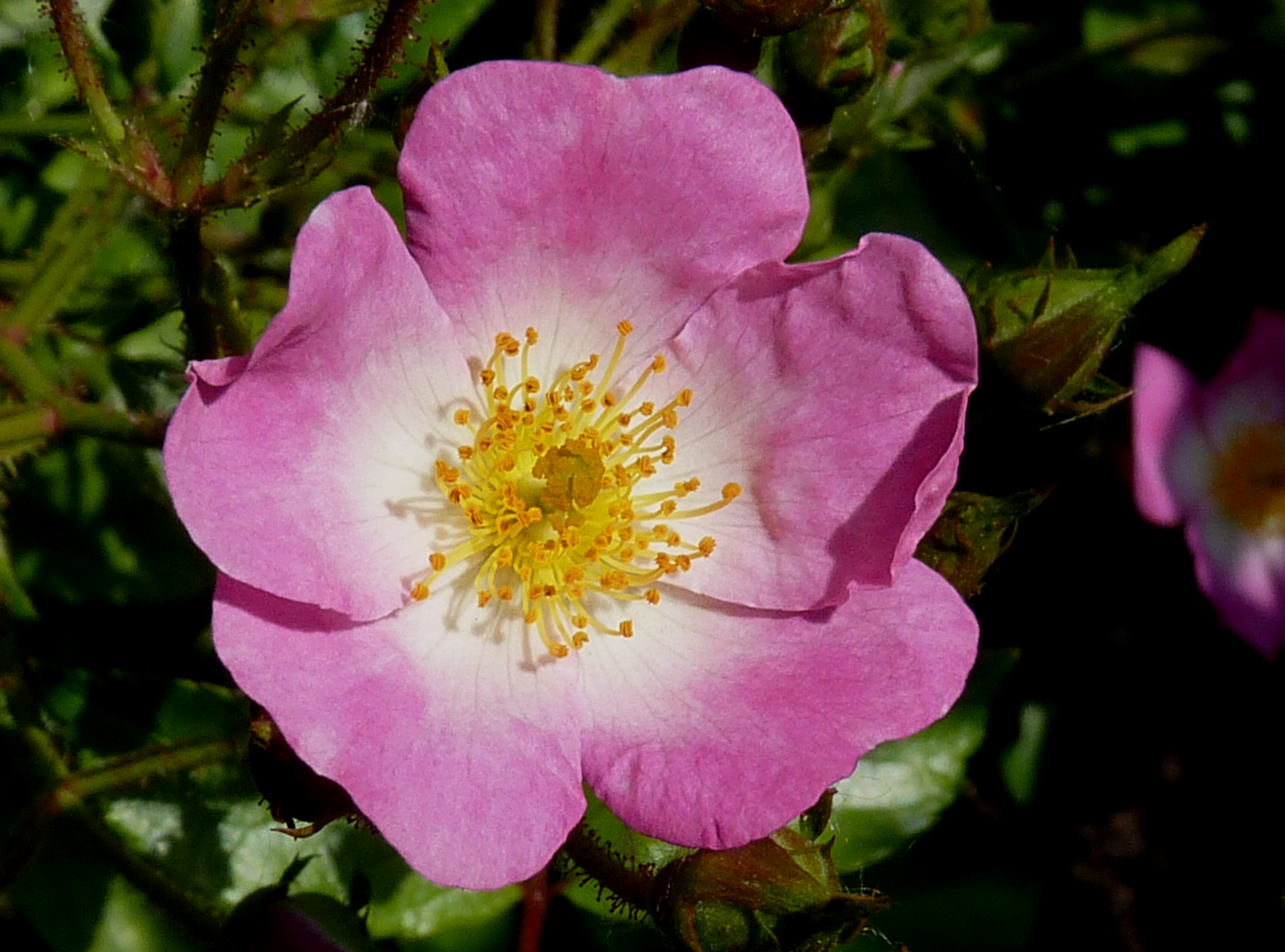
'Ballerina'
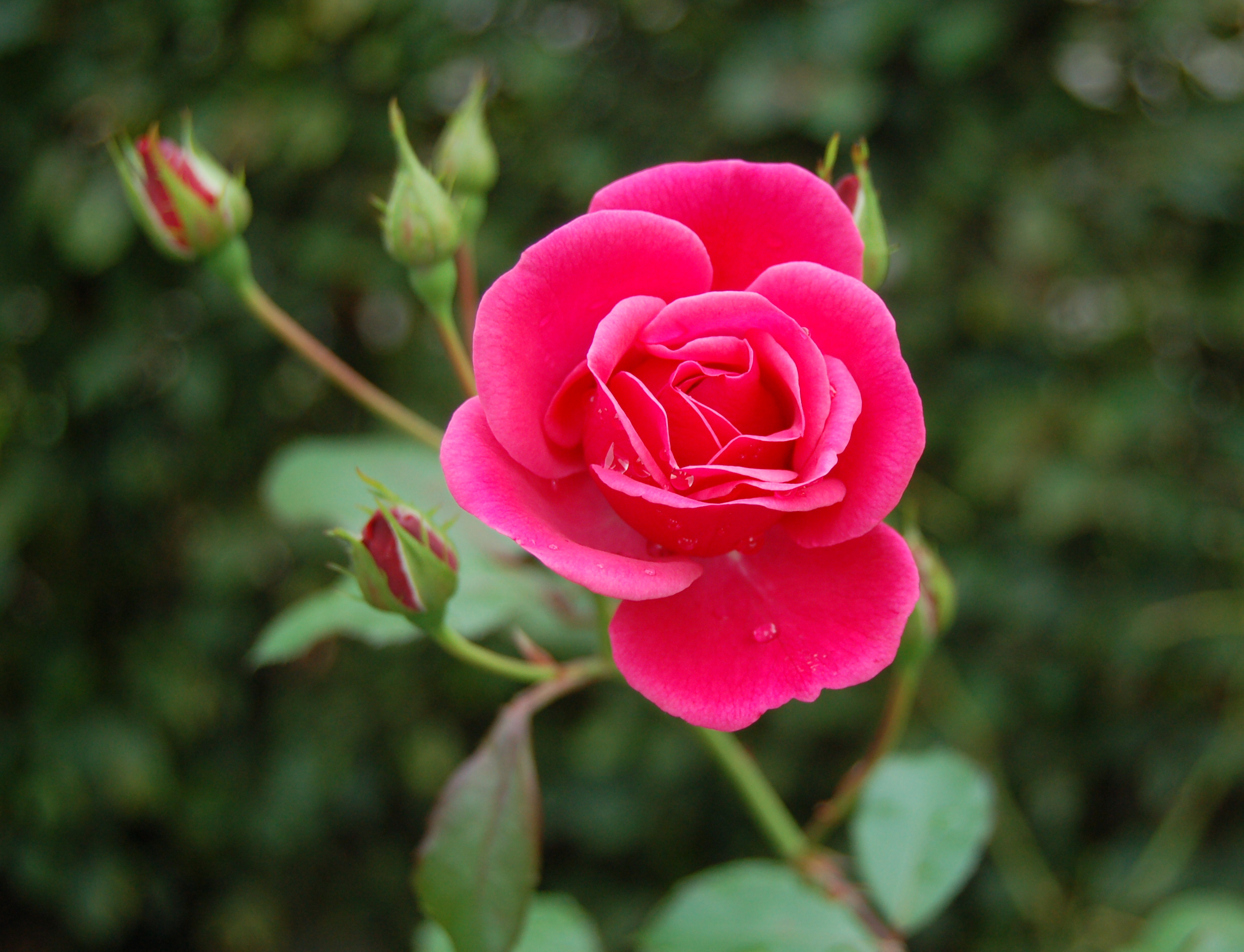
'Buismans Triumph'
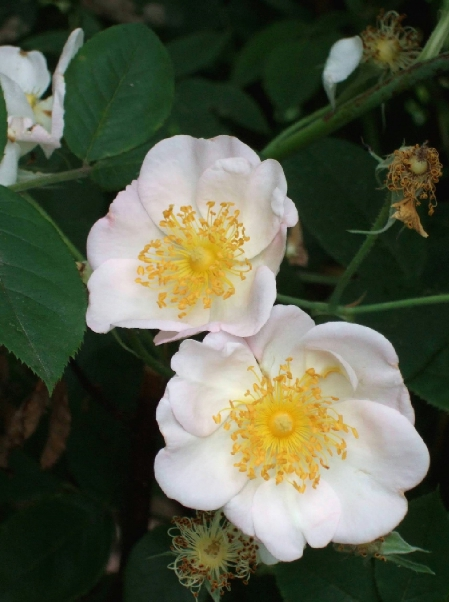
'Dupontii'
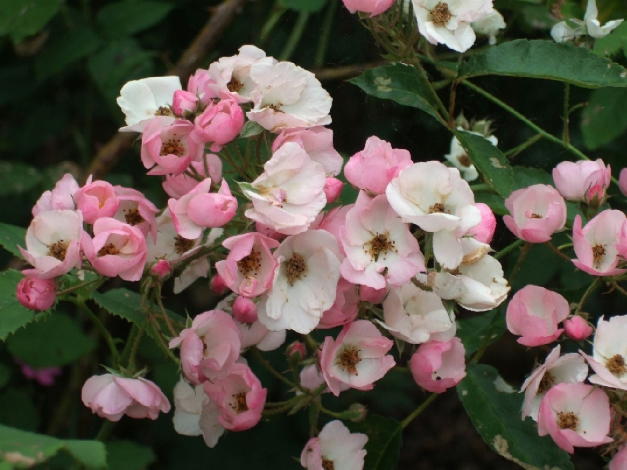
'Menja'
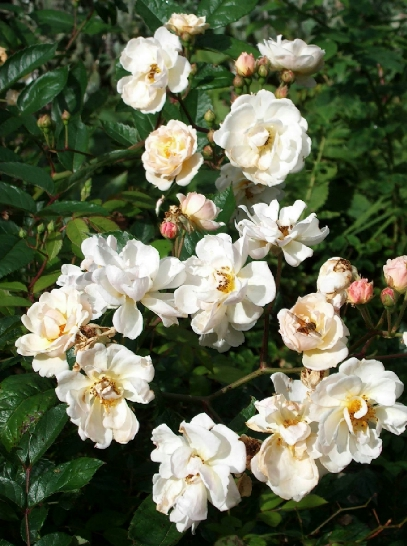
'Trier'
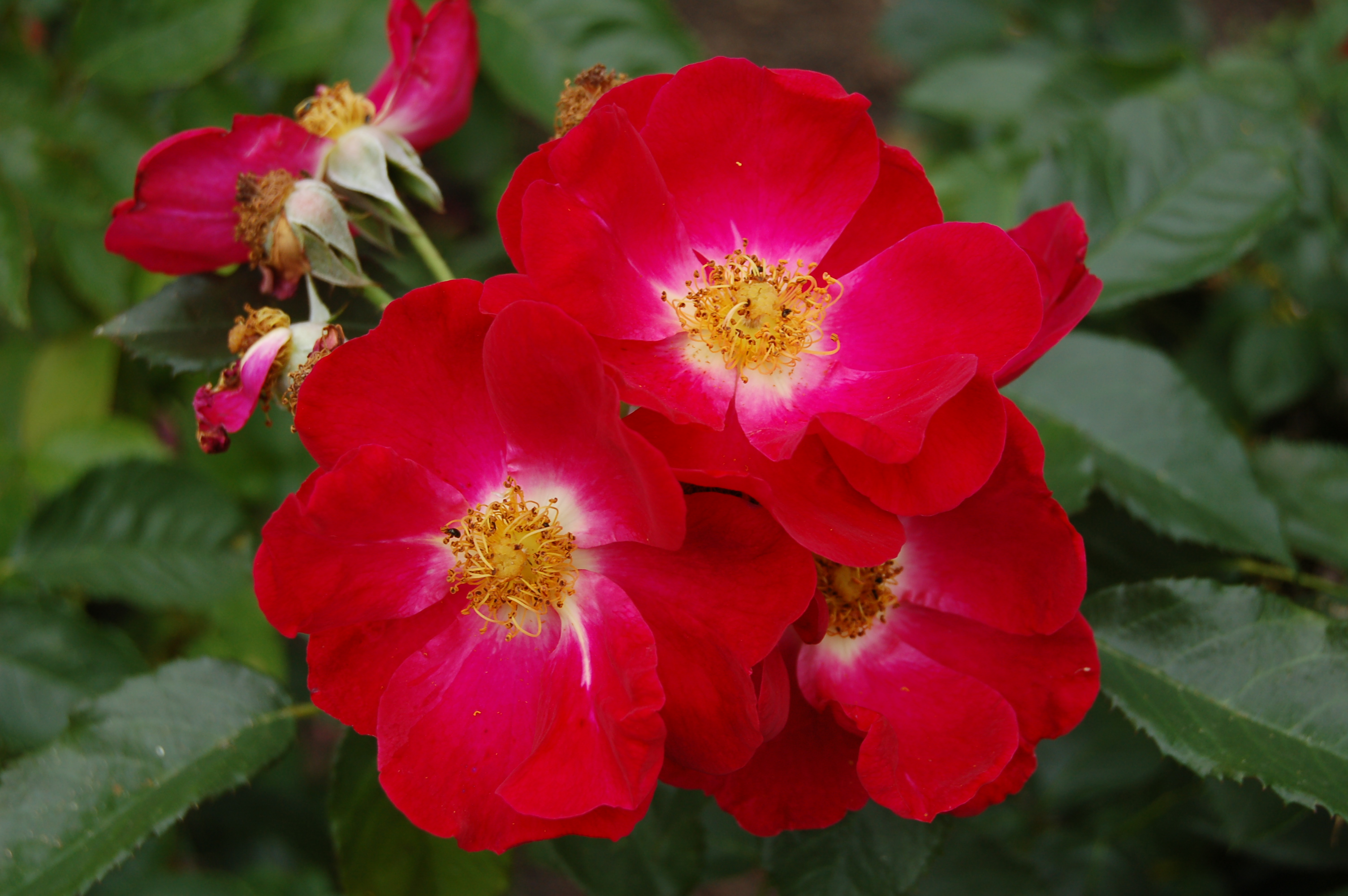
'Wilhelm'